# Rudava
Die Rudava ist ein 47,3 km langer Fluss im Westen der Slowakei in der traditionellen Landschaft Záhorie und ein linker Nebenfluss der March (slowakisch Morava).
Der Fluss entspringt im hügellandartig geprägten Gebiet der Borská nížina unterhalb des 289 m n.m. hohen Hügels Dubník bei Bílkove Humence und fließt zuerst nach Osten, südlich am Ort vorbei und durch das Militärgebiet Záhorie. In einem Bogen bei Prievaly ändert sich die Richtung nach Südwesten, entlang der Grenze des Militärgebiets. Ebenfalls bei Prievaly zweigt rechtsseitig der Arm Stará Rudava ab, zugleich nimmt die Rudava linksseitig mehrere in den Kleinen Karpaten entspringende Bäche wie Hrudky, Hraničný potok und Trstienka auf. Ungefähr zwei Kilometer vor Plavecké Podhradie wendet sich der Strom Richtung Westen und erreicht kurz nach dem Zusammenfluss mit der Stará Rudava beim Hegerhaus Stará píla erneut das Militärgebiet Záhorie, wo er die aus Rohožník kommende Rudavka aufnimmt. Bei Studienka verlässt die Rudava das Militärgebiet erneut, bevor sie hinter der Siedlung Tančibokovci es zum dritten Mal erreicht. Vor Veľké Leváre zweigt der Arm Nový kanál ab und kurz nach dem Militärgebiet überqueren die Autobahn D2, Bahnstrecke Devínska Nová Ves–Skalica na Slovensku sowie die Straße 1. Ordnung 2 den Fluss, der einen Bogen südlich Velké Leváre macht. Westlich von Malé Leváre mündet der rechtsseitige Lakšársky potok in die Rudava, die kurz danach den Zohorský kanal kreuzt und in einer Au zwischen Malé Leváre und Gajary und östlich der österreichischen Gemeinde Jedenspeigen die March erreicht. 